# فرودگاه مینچومینا
فرودگاه مینچومینا (به انگلیسی: Minchumina Airport) (به زبان بومی: Lake Minchumina Airport) یک فرودگاه همگانی بهره‌برداری هوایی با کد یاتا MHM است که یک باند فرود شن دارد و طول باند آن ۱۲۸۰ متر است. این فرودگاه در کشور ایالات متحده آمریکا قرار دارد و در ارتفاع ۲۰۷ متری از سطح دریا واقع شده‌است.